# Skepsis
Skepsis (Skepsis Norge) je norská skeptická organizace, která podporuje a provádí kritické vyšetřování a analýzy okultních témat a konspiračních teorií. Dalšími oblastmi jsou fenomény jako např. městské legendy, zázraky, astrologie, parapsychologie nebo UFO. Záměrem organizace je být kritickým korektivem nadpřirozených a nepodložených tvrzení norské veřejnosti.[1] Skepsis je spojen s mezinárodní sítí podobných skeptických organizací (CSI a ECSO). Předsedkyní organizace je Ingvild Tinglum Bøckmanová.

## Historie
Mateřská organizace ve Spojených státech, CSI, byla založena v reakci na „okultní explozi“, kterou Spojené státy zažily koncem 70. let . Tato prostředí zažila, že údajné nadpřirozené jevy získaly široké mediální pokrytí, zatímco vyšlo najevo jen několik protivnímání a kritických analýz.
Aby se prostřednictvím médií dostala k veřejnosti, která je vystavována okultním tvrzením, organizace čas od času použila nekonvenční a barvité metody při odhalování mylných tvrzení parapsychologů a podvodů mezi zázračnými muži a médii. Norští skeptici pak v 90. letech jmenovali také „vysavače“ (tj. lidi, kteří činili nerealistická a nepřiměřená tvrzení).

## Organizace

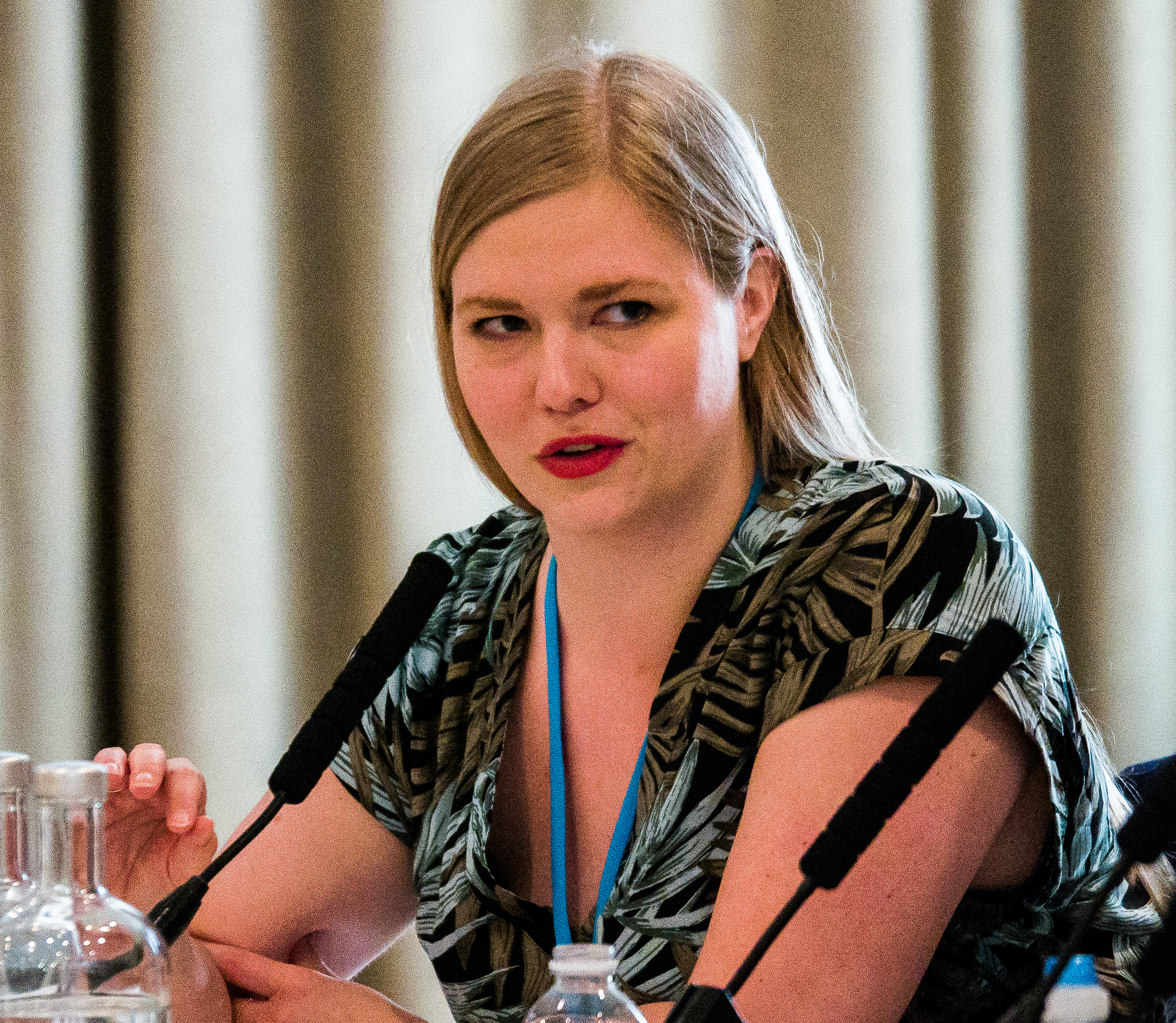
Marit Simonsenová (Skepsis Norge) předsedá panelové diskusi „Soutěžení s Lady Gaga“ na QED 2015.

### Představenstvo (únor 2019)
- Ingvild Tinglumová Bøckmanová (předsedkyně)
- Carina Marie Roseová (místopředsedkyně)
- Øyvind Ertsås (pokladník)
- Kjersti B. Stuestølová (redaktorka skepsis.no)
- Jan Schjetne (člen představenstva)
- Jørgen Tinglum Bøckman (kontakt pro tisk)
- Nicolai Roness (člen představenstva)
- Mona Hide Klausenová (členka představenstva)

### Seznam předsedů
- Marit M. Simonsenová (2011–2012)
- Mona Hide Klausenová (2012–2013)
- Jan-Erik Sandberg (2013–2014)
- Magnus Bernhardsen (březen 2014-2016)
- Øyvind Ertsås (2016–2017)
- Morten Guldberg (2017–2019)
- Ingvild Tinglum Bøckmanová (2019)[1]

## Aktivismus
Kromě provozování tohoto webových stránek Skepsis organizace spravuje i facebookovou skupinu, Twitter a Youtube kanál.

Skepsis pořádá Skeptics in the Pub, v nepravidelných intervalech vydává knihy (nakladatelství Humanist).

Organizace také pořádá vlastní skeptické konference, Kritisk masse (Kritické množství).

5. února 2011 se Skepsis přidala k celosvětové Kampani 10:23, když se více než dvacet členů pokusilo otrávit homeopatiky.
V září 2017 Skepsis, ve spolupráci s Eureka: Vitenskapsformidling og kritisk tenkning a Skeptics in the Pub Oslo, uspořádala přednášku Susan Gerbicové a Marka Edwarda v rámci jejich „About Time Tour 2017“.

### Publikace

#### Skepsis
Od 90. let 20. století do roku 2001 vydávala Skepsis stejnojmenný časopis pro členy a také interní zpravodaj. Od té doby Skepsis přesunula většinu aktivit k informacím v hromadných sdělovacích prostředcích a informacím prostřednictvím webových stránek – na hlavních stránkách Skepsis čas od času vycházejí nové články převážně norských skeptiků.

#### Knihy
- Fyrster i tåkeland. Falsknere, fantastikere og fanatikere ved vitenskapens grenser Oslo: Humanist forlag, 2001. ISBN 82-90425-51-1. S. 236
- Konspiranoia konspirasjonsteorier fra 666 til WTC Oslo: Humanist, 2003. ISBN 82-90425-69-4. S. 344
- Åpent sinn eller høl i huet? Oslo: Humanist, 2006. 284 s. ISBN 82-92622-16-0
- Dommedag!: verdens undergang før og nå Oslo: Humanist forlag, 2008. 283 s. ISBN 978-82-92-62248-3
- Skepsis guide til kritisk tenkning Oslo: Humanist, 2012. 300 s. ISBN 9788292622841